# Josh Shapiro

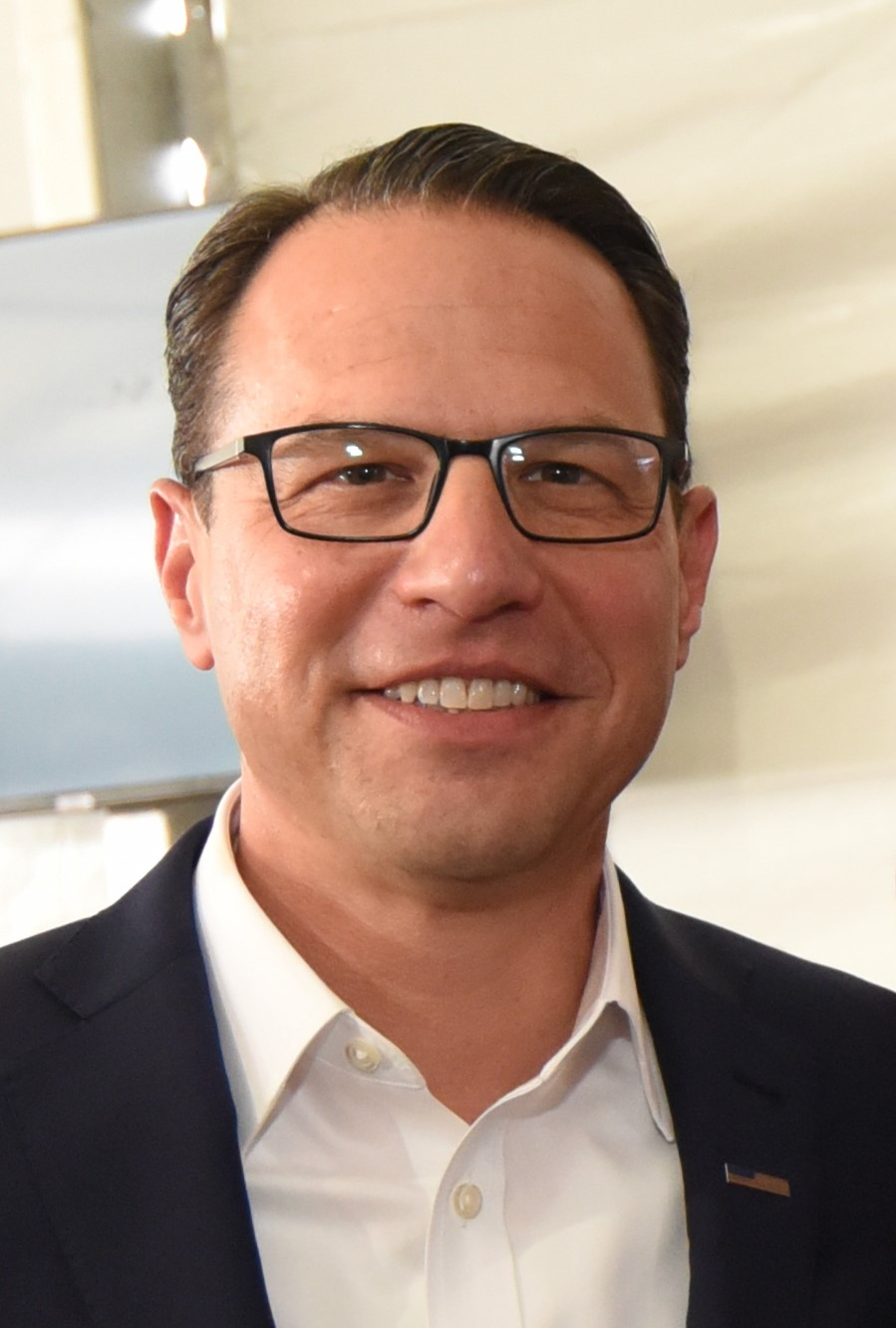
Josh Shapiro (2023)

Joshua David „Josh“ Shapiro (* 20. Juni 1973 in Kansas City, Missouri) ist ein US-amerikanischer Jurist und Politiker der Demokratischen Partei und seit dem 17. Januar 2023 Gouverneur des Bundesstaats Pennsylvania. Zuvor war er seit 2017 Attorney General dieses Bundesstaates.

## Werdegang
Shapiro studierte Rechtswissenschaften an der Georgetown University und arbeitete später als Assistent mehrerer Kongressabgeordneter und des US-Senators Carl Levin in Washington, D. C. Nachdem er nach Pennsylvania gezogen war, kandidierte er 2004 für die Demokraten erfolgreich für das Repräsentantenhaus von Pennsylvania und absolvierte dort als Abgeordneter mehrere Wahlperioden nach Wiederwahlen 2006, 2008 und 2010. Im Januar 2012 legte er sein Mandat nieder und wurde Mitglied des County Board of Commissioners von Montgomery County (was in Deutschland etwa einem Kreistag entsprechen würde). Bei den Wahlen 2016 kandidierte Shapiro erfolgreich als Attorney General von Pennsylvania. Dieses Amt, das einem Justizminister und Generalstaatsanwalt entspricht, trat er im Januar 2017 an. Damit gehörte er der Regierung des Bundesstaates an. Im Jahr 2020 wurde er auf diesem Posten bestätigt. Mit einem Stimmenanteil von 52 % errang er etwas mehr Stimmen als sein Parteikollege Joe Biden bei der parallel stattfindenden Präsidentschaftswahl.
Nachdem Shapiro infolge seiner Wiederwahl als Attorney General bereits für höhere Ämter gehandelt wurde, verkündete er 2021 seine Bewerbung als Gouverneur Pennsylvanias. Kurz davor hatte der ebenfalls als möglicher Kandidat gehandelte Vizegouverneur John Fetterman angekündigt, sich um einen Sitz im Senat zu bewerben. Auch für dieses Amt war Shapiro ins Gespräch gebracht worden. Im Mai 2022 wurde Shapiro ohne Gegenkandidaten mit Unterstützung sämtlicher lokalen Parteigrößen zum demokratischen Kandidaten nominiert. Im Wahlkampf gegen den Republikaner Doug Mastriano galt er von Beginn an als Favorit und warnte vor dessen Wahl. Mastriano, der nach weitläufiger Einschätzung am rechten Rand des politischen Spektrums angesiedelt ist, hatte Donald Trumps falsche Behauptung, die Wahl 2020 sei ihm „gestohlen“ worden, wiederholt und kündigte an, den Sieg eines demokratischen Kandidaten bei der Wahl 2024 nicht anzuerkennen bzw. zu zertifizieren. Shapiro, der in Umfragen stets vorne lag, konzentrierte seinen Wahlkampf daneben auf eine Erhöhung des Mindestlohns sowie ein liberales Abtreibungsrecht. Seine Kandidatur wurde neben Joe Biden, Barack Obama und dem scheidenden Gouverneur Tom Wolf auch von einer Reihe lokaler republikanischer Politiker wie dem Ex-Kongressabgeordneten Charlie Dent unterstützt, die vor einer Wahl Mastrianos warnten. Außerdem unterstützten sich Shapiro und Fetterman gegenseitig. Bei der Wahl am 8. November 2022 setzte sich Shapiro dann deutlich mit knapp 56 % der Stimmen durch. Für seinen Kontrahenten stimmten gut 42 %.
Shapiro wurde am 17. Januar 2023 als Nachfolger seines Parteikollegen Tom Wolf zum 48. Gouverneur seines Bundesstaats vereidigt.

## Persönliches
Seit 1997 ist Shapiro mit seiner Frau Lori verheiratet. Sie haben vier Kinder. Er ist jüdischen Glaubens.